# خمیر و دینامیت
خمیر و دینامیت (به انگلیسی: Dough and Dynamite) فیلمی کوتاه و صامت، به کارگردانی و تدوین و بازی چارلی چاپلین و تولید سال ۱۹۱۴ می‌باشد.

## داستان
چارلی شاگرد رستوران است و در زیرزمین هم نانوایی می‌کند. او به خاطر دست و پا چلفتی بودنش برای دیگران مشکل به وجود می‌آورد و با آنها درگیر می‌شود. در این بین گروهی لای نان‌های آنها دینامیت جاساز می‌کنند و آن نان در درگیری‌های چارلی و صاحب رستوران به داخل تنور پرتاب می‌شود و رستوران روی سر همه آوار می‌شود. در پایان، چارلی که داخل خمیر افتاده، سرش را از خمیر بیرون می‌آورد.

## بازیگران
- چارلی چاپلین - پی یر
- چستر کانکلین - ژاک
- فریتز چیدا - صاحب نانوایی
- نورما نیکولز - همسر نانوا
- گلن کاوندر - سرپرست نانوایی
- سیسیل آرنولد - پیشخدمت
- ویویان ادواردز - مشتری
- فیلیس آلن - مشتری
- جان فرانسیس دیلان - مشتری
- ادگار کندی - دشمن نانوایی
- اسلیم سامرویل - دشمن نانوایی
- چارلی چیس (به عنوان چارلز پروت) - با مشتری
- والاس مک‌دونالد - مشتری
- تد ادواردز
- جس دندی
- ویویَن اِدواردز